# Lange Hezelstraat
De Lange Hezelstraat is een straat in het centrum van Nijmegen, in de Nederlandse provincie Gelderland. De straat ligt net op de rand van de Bovenstad en de Benedenstad en wordt tot het laatste gerekend.
In het verlengde ervan ligt ook de Stikke Hezelstraat, waarbij stikke in het Nijmeegs "steile" betekent. De naam Stikke Hezelstraat is pas sinds april 1910 officieel; daarvoor was deze straat algemeen bekend als de Boven- of Korte Hezelstraat.

## Geschiedenis
De Lange Hezelstraat heeft de reputatie de oudste winkelstraat van Nederland te zijn. De straat is echter in werkelijkheid pas sinds 1880 een winkelstraat. 
In 1310 wordt de straat samen met de huidige Stikke Hezelstraat nog Hesestraet genoemd. Zoals de naam al aangeeft was het in die tijd een weg naar het dorpje Hees. Bij de Nieuwe Hezelpoort eindigt de straat. Vanwege de stadspoort zaten veel herbergen in de straat, dit verklaart ook waarom er altijd veel horeca in de straat heeft gelegen. 
De Grote Markt was in de middeleeuwen het sociaal-economisch middelpunt van de stad. Marktlui vestigden zich om die reden in de Hezelstraat. Langzaamaan ontstonden zo de eerste winkels in de Hezelstraat.

### Vrede van Nijmegen
Veel diplomaten en buitenlandse afgezanten verbleven in herbergen en huizen aan de Lange Hezelstraat tijdens de onderhandelingen van de Vrede van Nijmegen (1676 tot 1679). De Zweedse delegatie, onder leiding van graaf Bengt Oxenstierna, verbleef twee jaar lang in een herberg aan de Lange Hezelstraat 14-16.

### Vernielingen tijdens WOII en herbouw

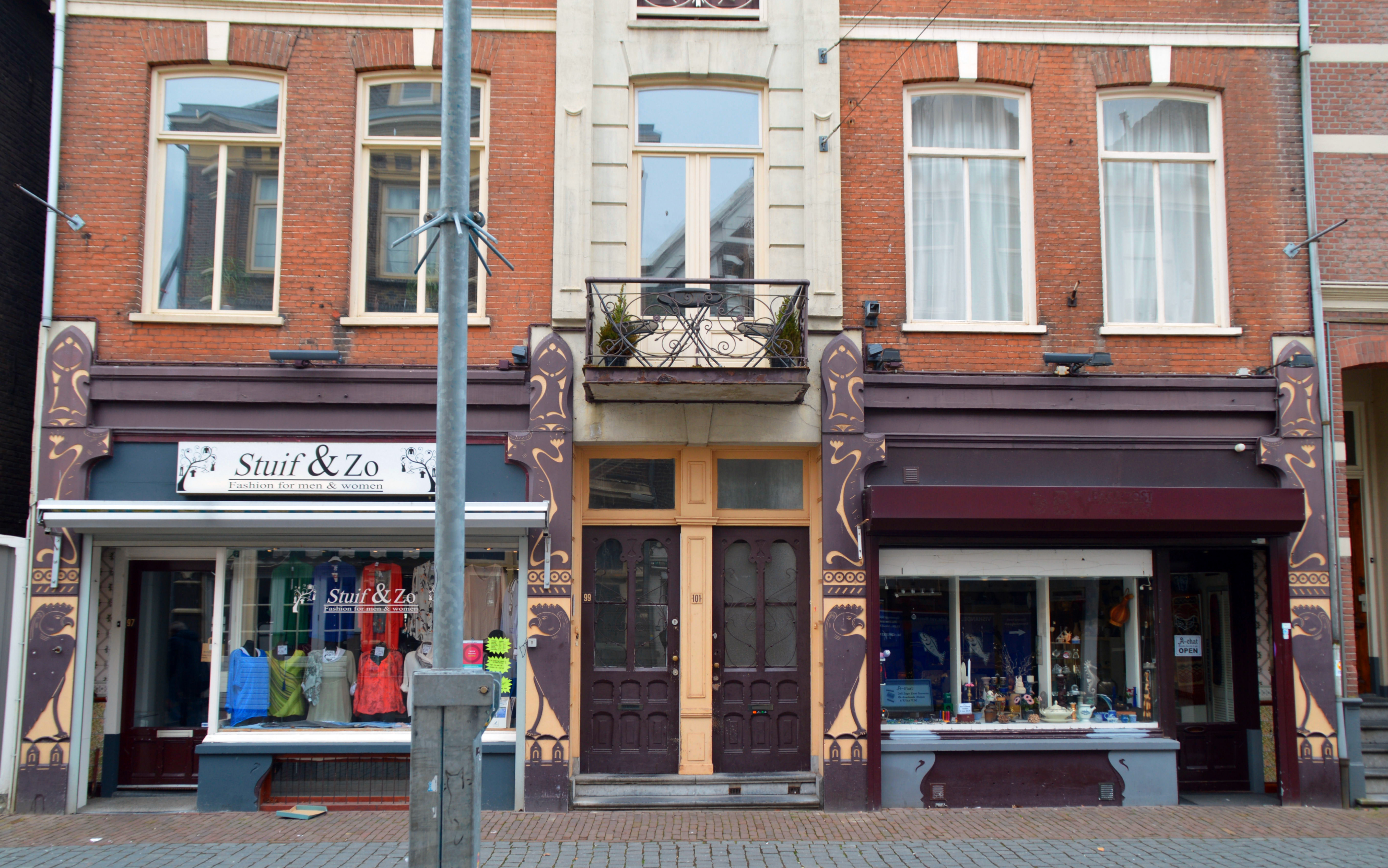
Lange Hezelstraat 99-101 jugendstil c. 1910

De straat heeft nog altijd meerdere 15e-, 16e- en 17e-eeuwse panden. Veel van de bijbehorende gevels dateren van latere datum. Dit straatbeeld was vrij algemeen in Nijmegen tot en met de vroege 20e eeuw, maar is hier heden ten dage vrijwel uniek.
De verdwijning van vergelijkbare straatbeelden heeft twee belangrijke oorzaken. De belangrijkste hiervan is het bombardement op 22 februari 1944, waardoor vooral de oude Bovenstad van Nijmegen grotendeels werd weggevaagd. Het meeste hiervan is tijdens de Wederopbouw in moderne stijlen heropgebouwd. Vervolgens heeft grootschalige sloop en sanering in de jaren 50 en 60 van de 20e eeuw ook het vroegere straatbeeld van de Benedenstad grotendeels doen verdwijnen. Ook hier is na de oorlog in moderne stijlen heropgebouwd. Zo wordt er geschat dat rond 1955 tussen de 30 en de 40 huizen ‘in middeleeuwse bouwtraditie’ in de Grotestraat hebben gestaan. Deze waren voornamelijk uit de 15e en 16e eeuw met gevels van latere datum, waardoor ze niet veel verschilden van panden uit de Lange Hezelstraat.
Vergelijkbare bewaard gebleven delen van de stad kunnen gevonden worden in directe omgeving van de Lange Hezelstraat, rondom de noordzijde van de Grote Markt en aan de oostzijde van de Lage Markt.

## Hedendaagse panden
De panden in deze straat geven een goed beeld van verschillende vooroorlogse bouwstijlen. De Lange Hezelstraat herbergt eveneens verschillende historische winkelpanden. Alle panden zijn aangewezen als gemeente- respectievelijk Rijksmonument. Het pand aan de Lange Hezelstraat 41a is ontworpen door de Nijmeegse architect Derk Semmelink. In 2018 is hier een damesboetiek gevestigd. Het pand was kort daarvoor geheel gerenoveerd.
Een aantal panden in de Lange Hezelstraat zijn voorzien van vogelmotiefdecoraties in jugendstil of art nouveau. De vogels lijken op papegaaien of kaketoes.
De straat heeft sinds de herinrichting van 2008 een bestrating met natuurstenen en vernieuwde straatverlichting en fietsenstallingen. Daarnaast zijn er zitelementen aan de straat toegevoegd en zorgen bomen voor een groenere uitstraling.

## Trivia

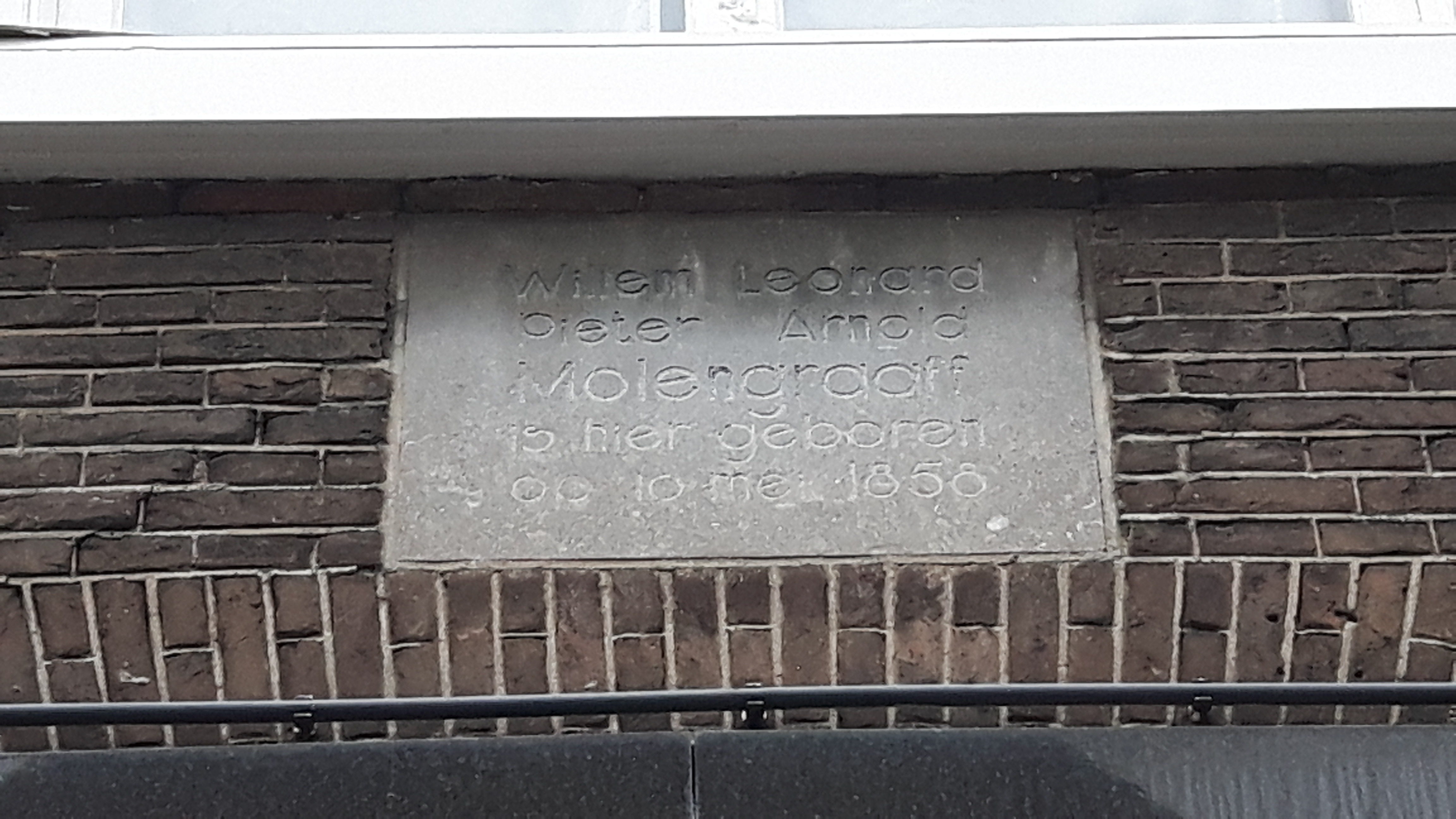
Gedenksteen W.L.P.A. Molengraaff, Lange Hezelstraat 16

- De Utrechtse jurist en hoogleraar W.L.P.A. Molengraaff is geboren in het pand Lange Hezelstraat 14-16. De afdeling privaatrecht van de Universiteit Utrecht heeft haar onderzoeksinstituut naar hem vernoemd. Daarnaast bestaat er in Utrecht een Molengraaff-prijs.
- Op het winkelpand op de Lange Hezelstraat 101 staat de naam ‘Hezelburcht’. Dit is waarschijnlijk de oude huisnaam waar de familie van Hezel zich vroeger gevestigd had of waar de burcht van de van Hezels gelegen heeft.

## Afbeeldingen

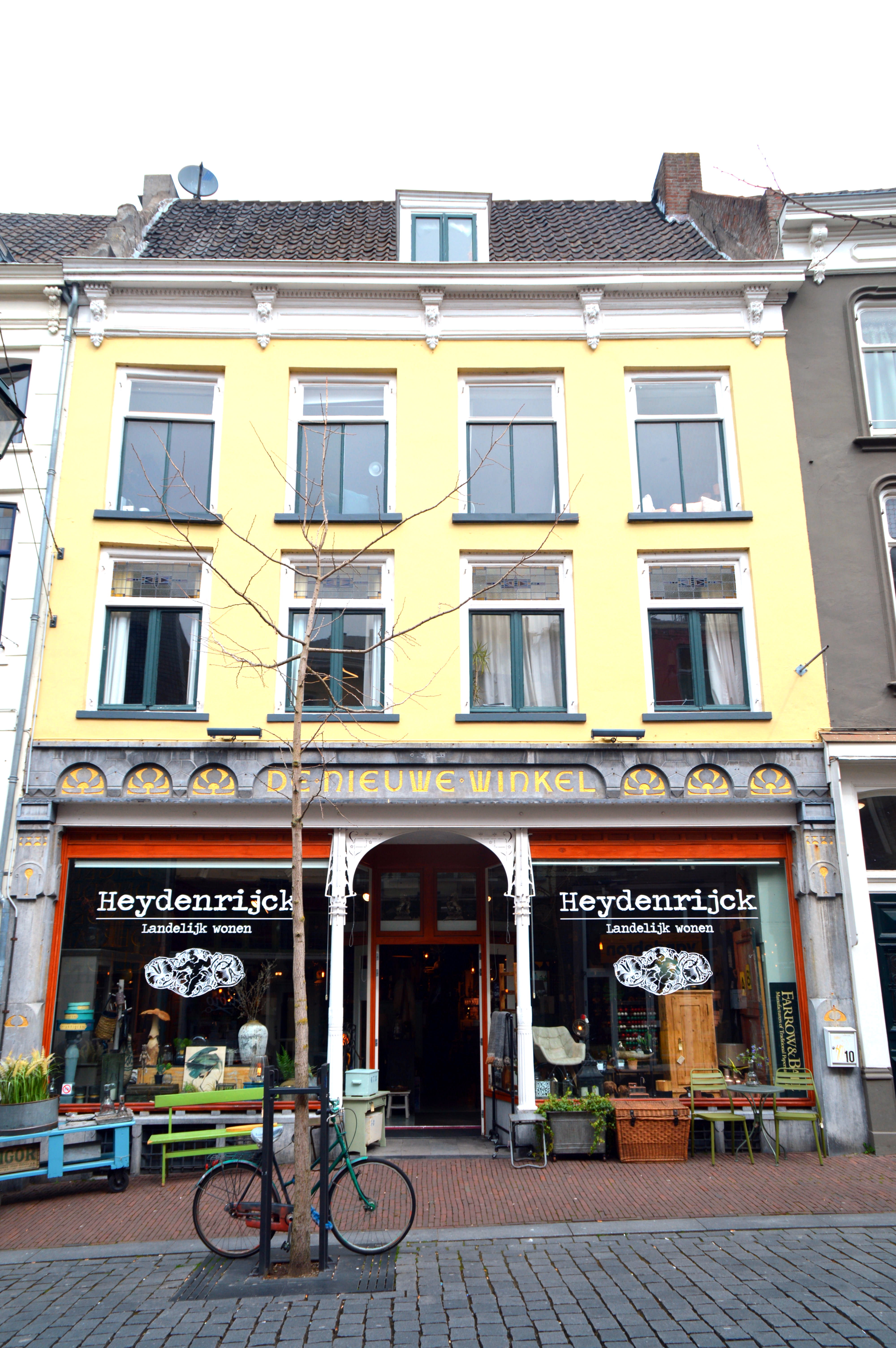
Lange Hezelstraat 10. In 1902 kreeg de winkel op de begane grond een door de architect Oscar Leeuw ontworpen pui
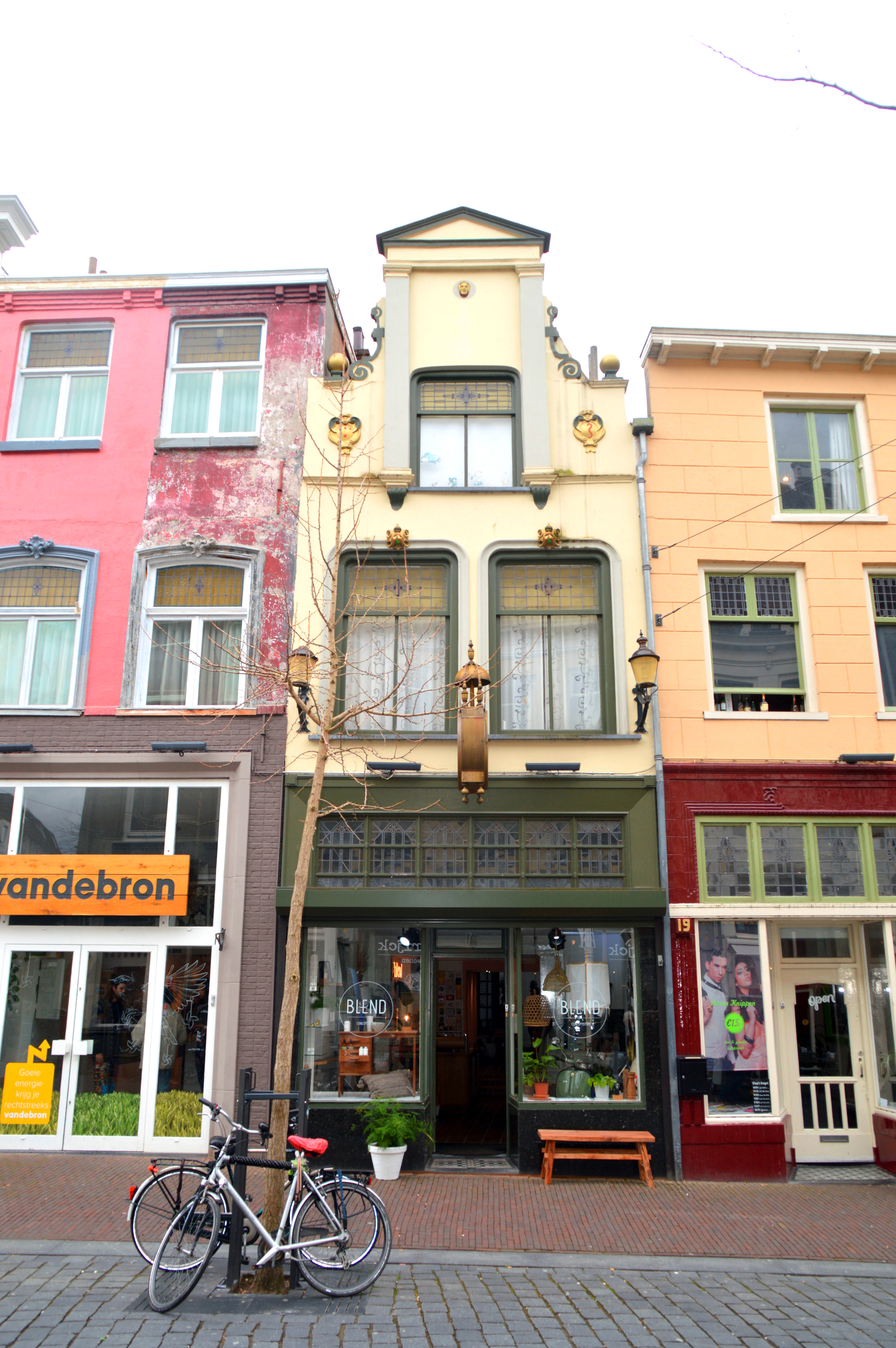
Lange Hezelstraat 17 C. 1650
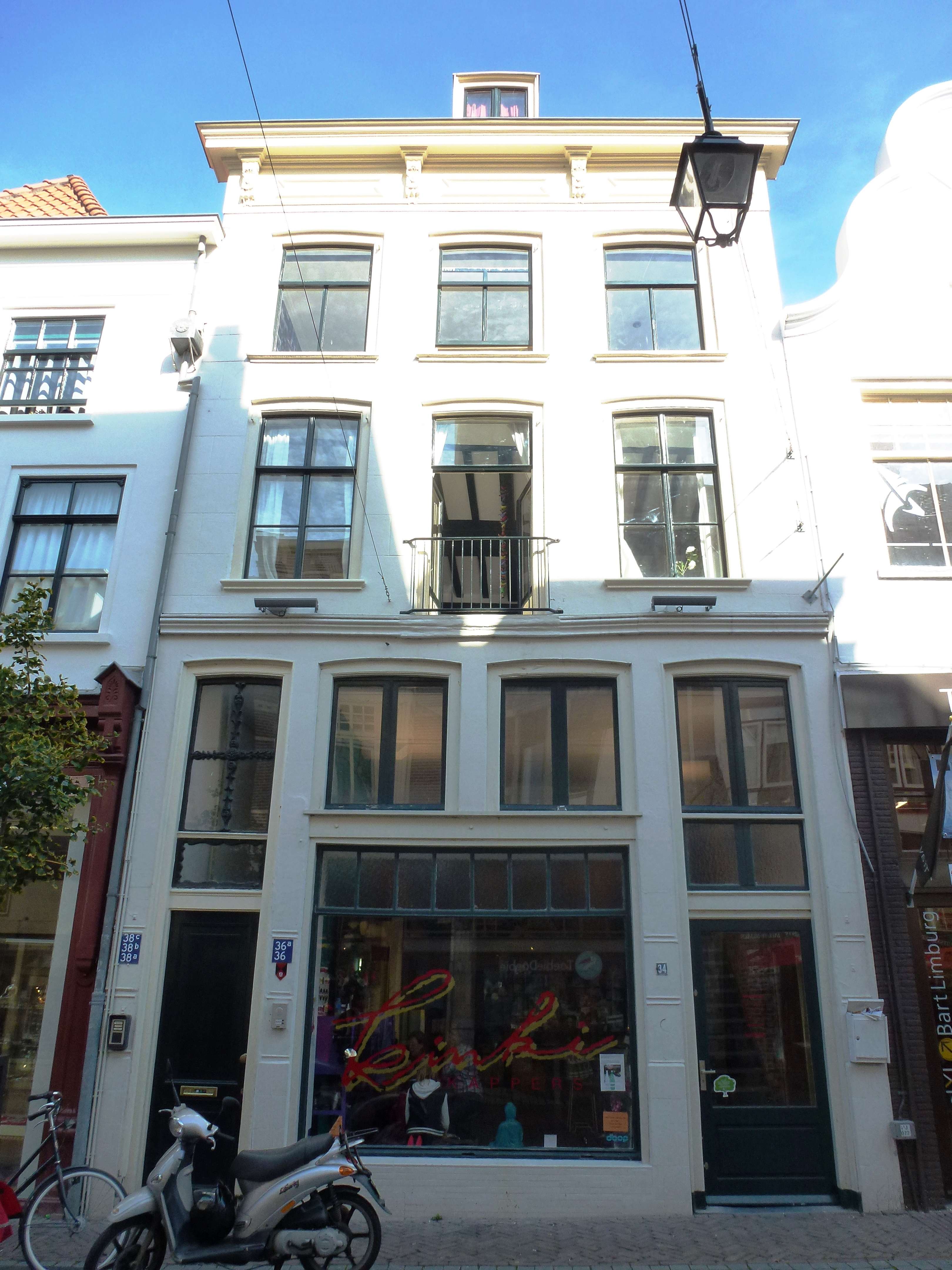
Lange Hezelstraat 34-36
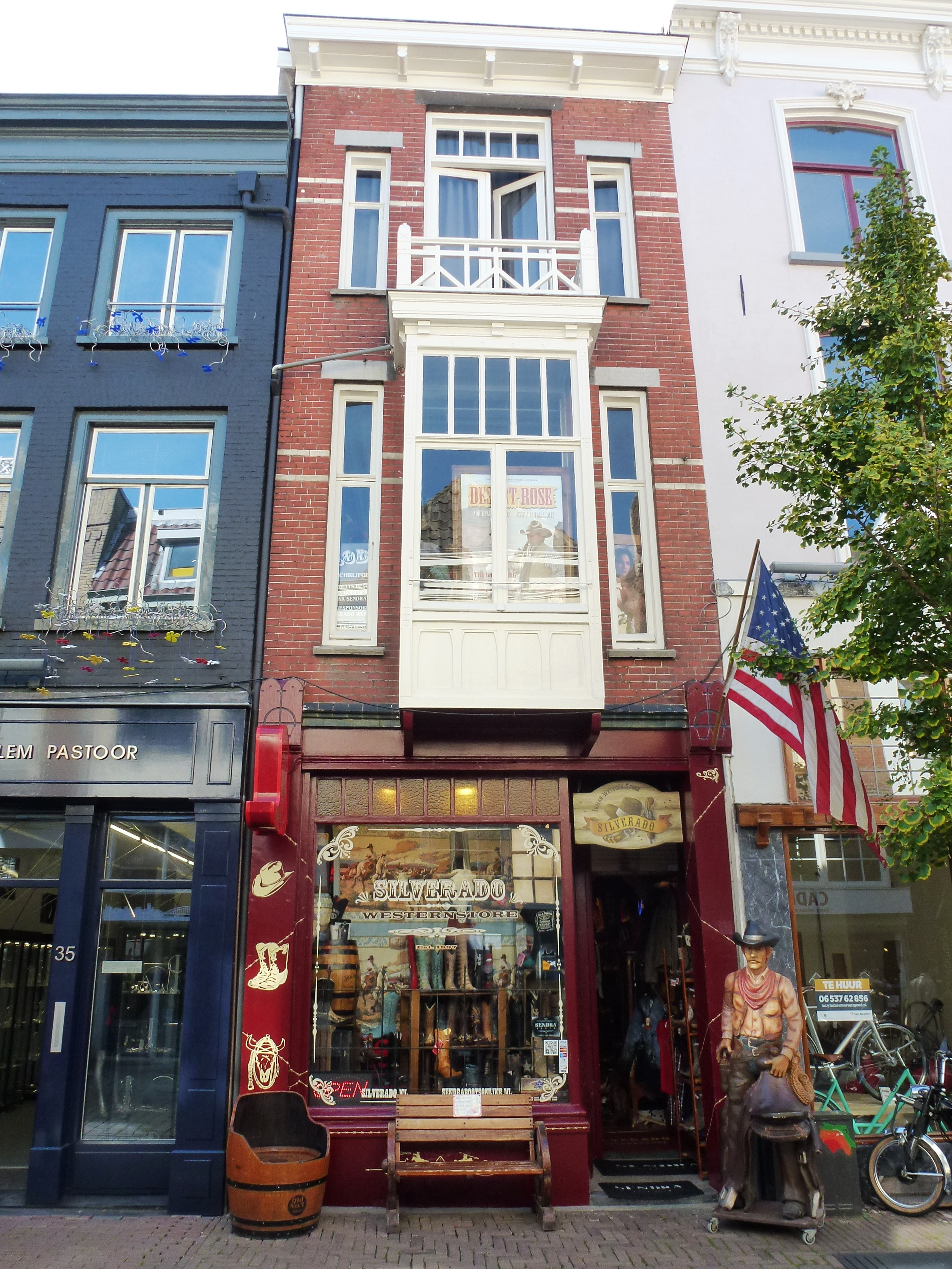
Nijmegen Lange Hezelstraat 37
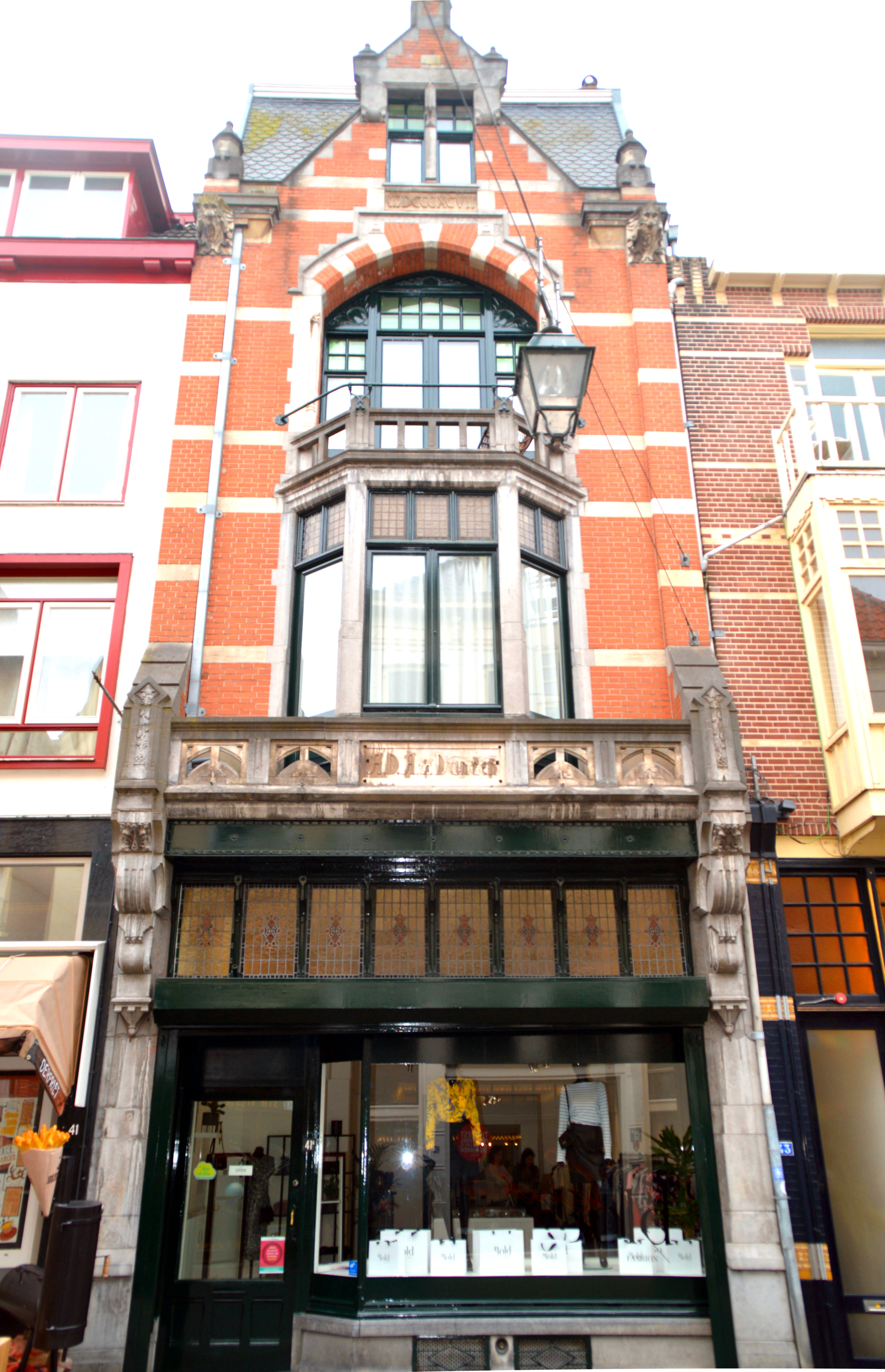
Lange Hezelstraat 41A 1897
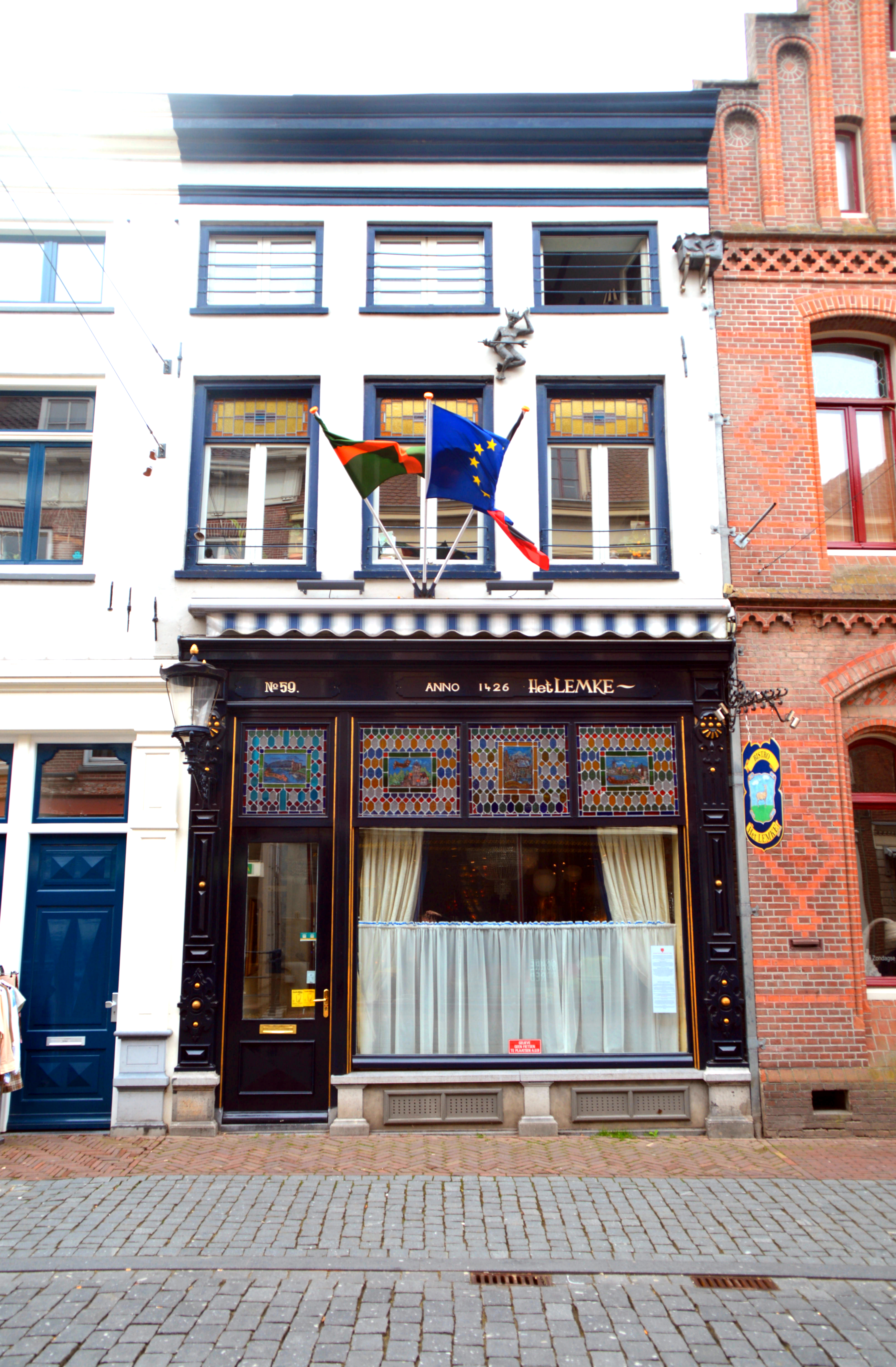
Lange Hezelstraat 59 Nijmegen 17e eeuw
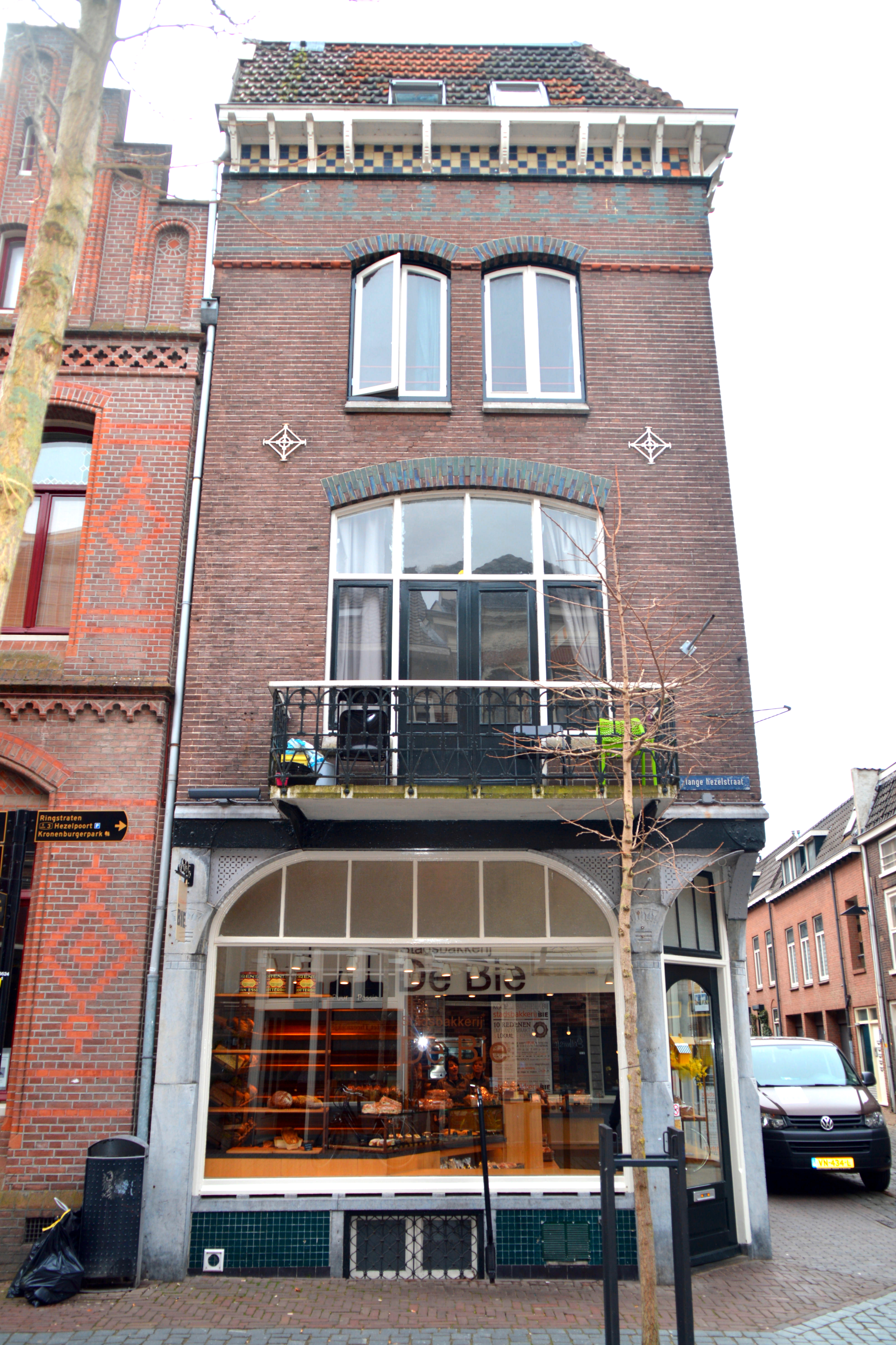
Lange Hezelstraat 63  c. 1900 art nouveau jugendstil
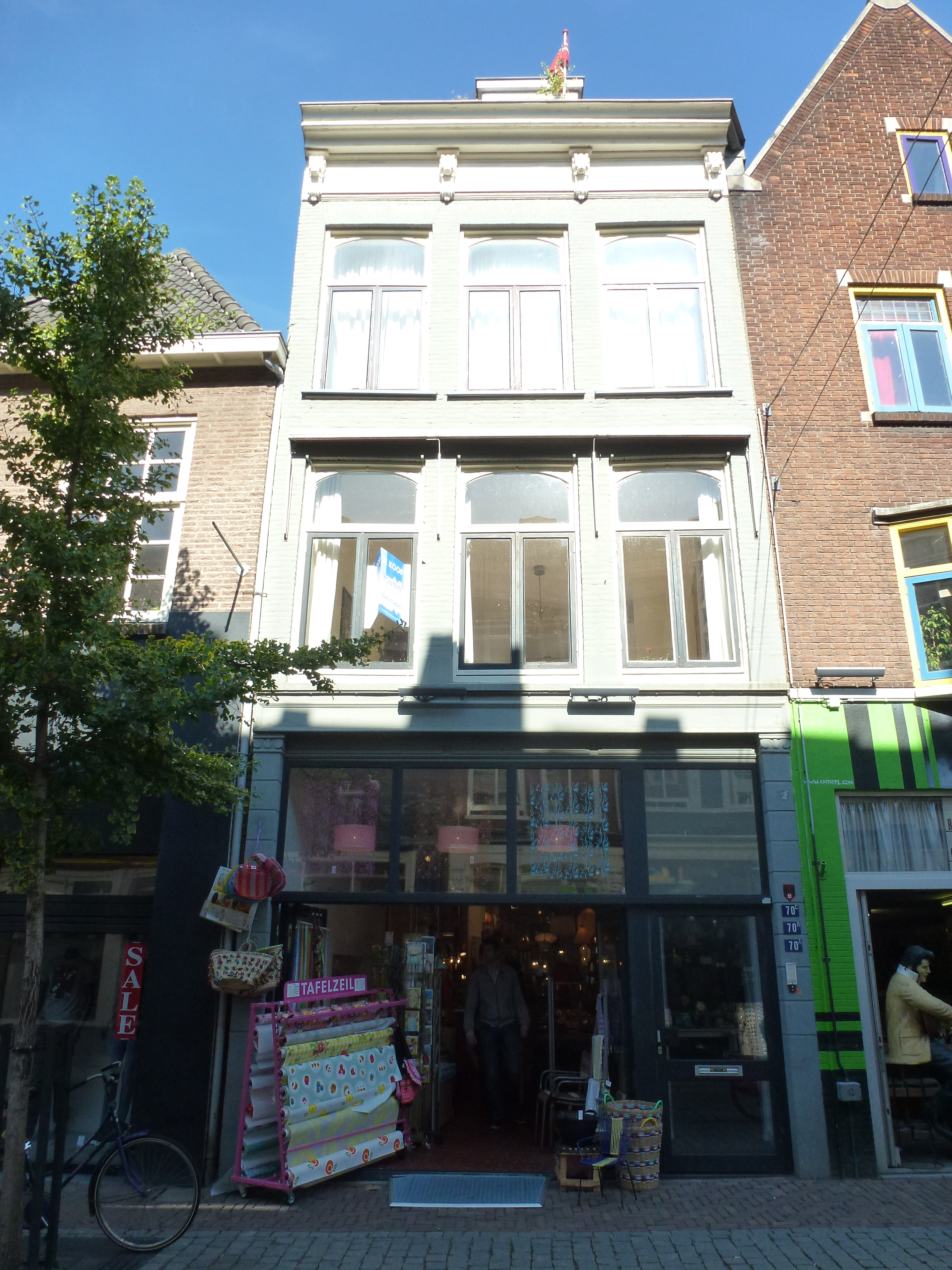
Nijmegen Lange Hezelstraat 70
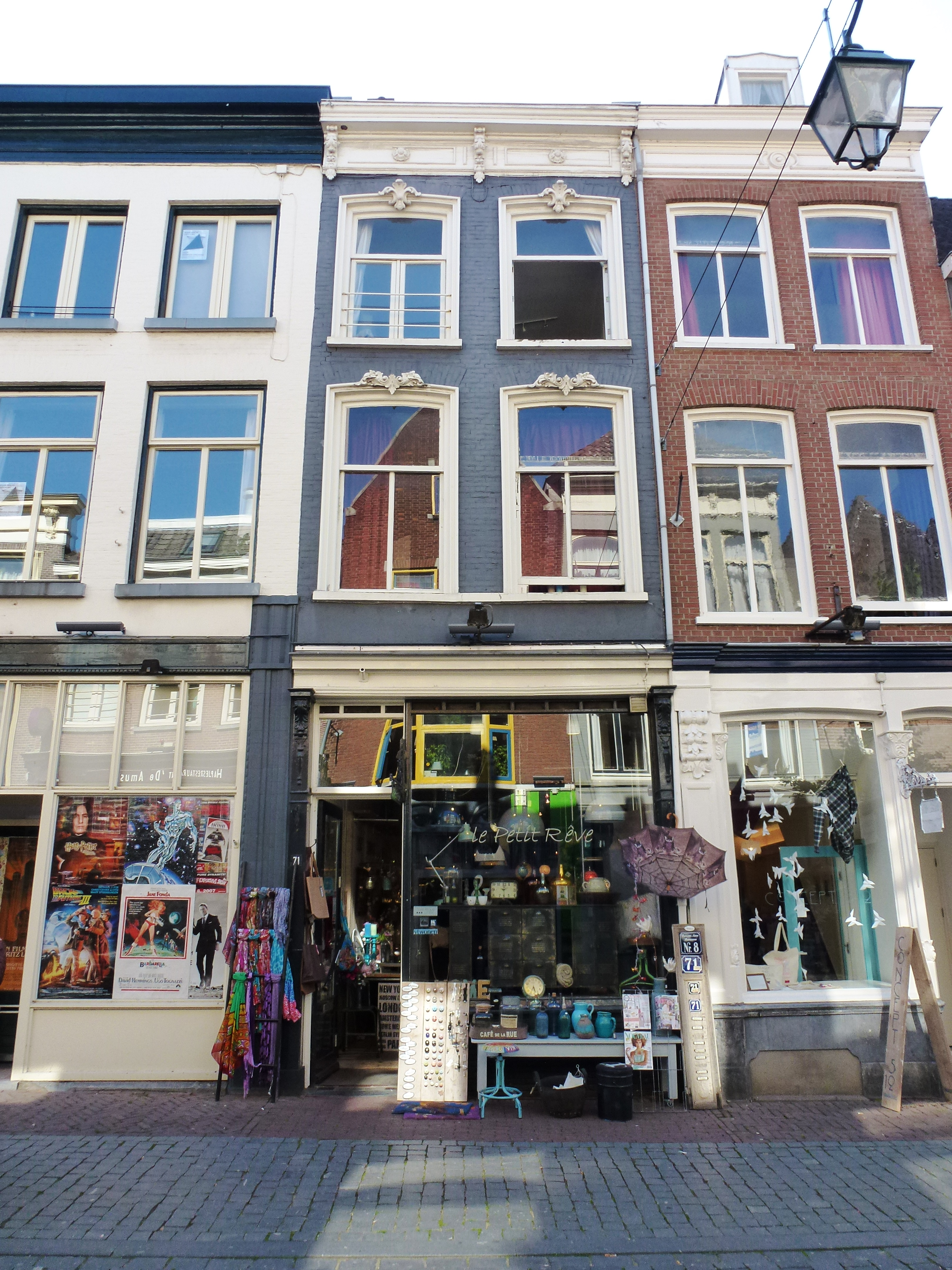
Nijmegen Lange Hezelstraat 71
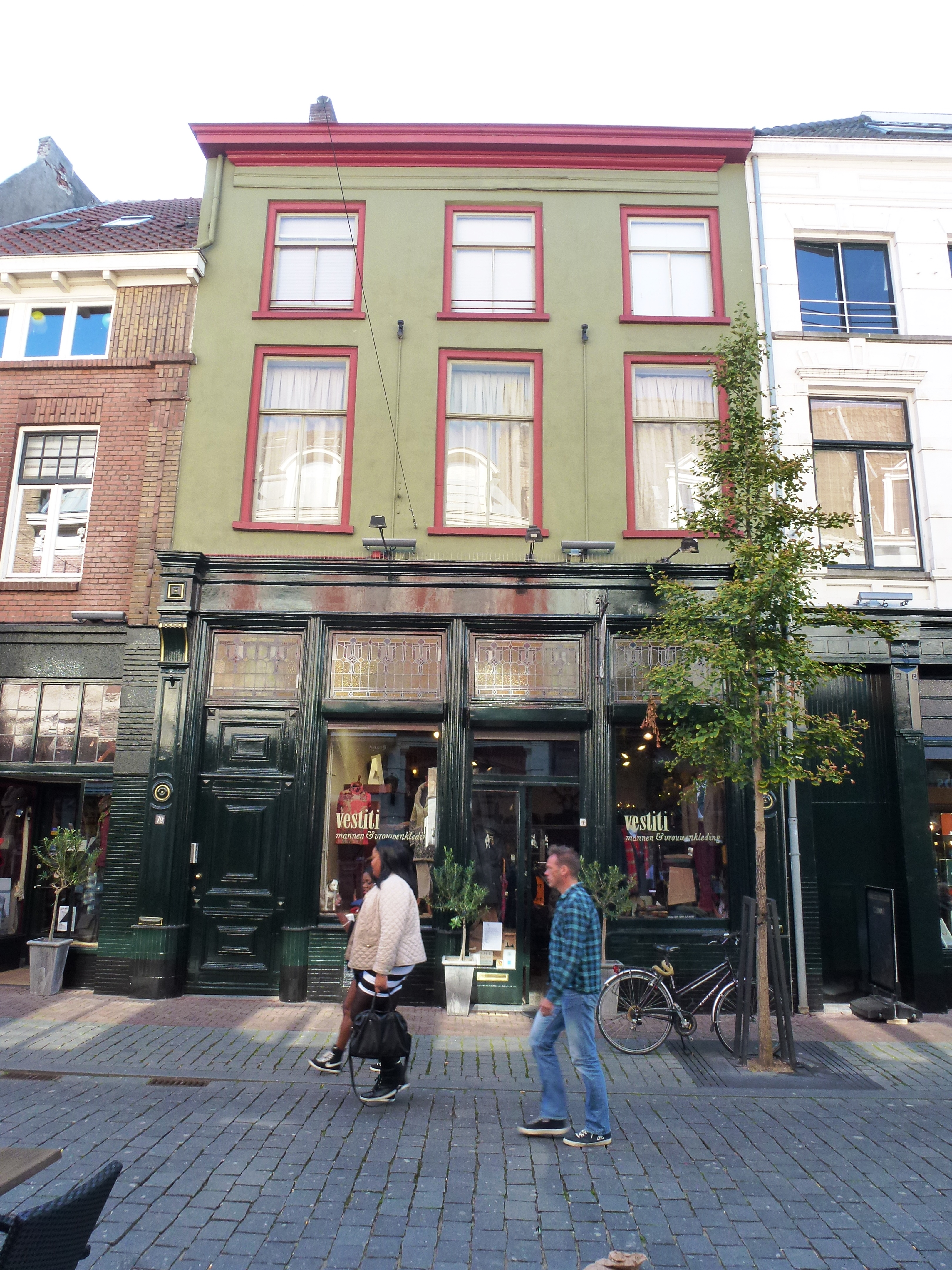
Nijmegen Lange Hezelstraat 79-81
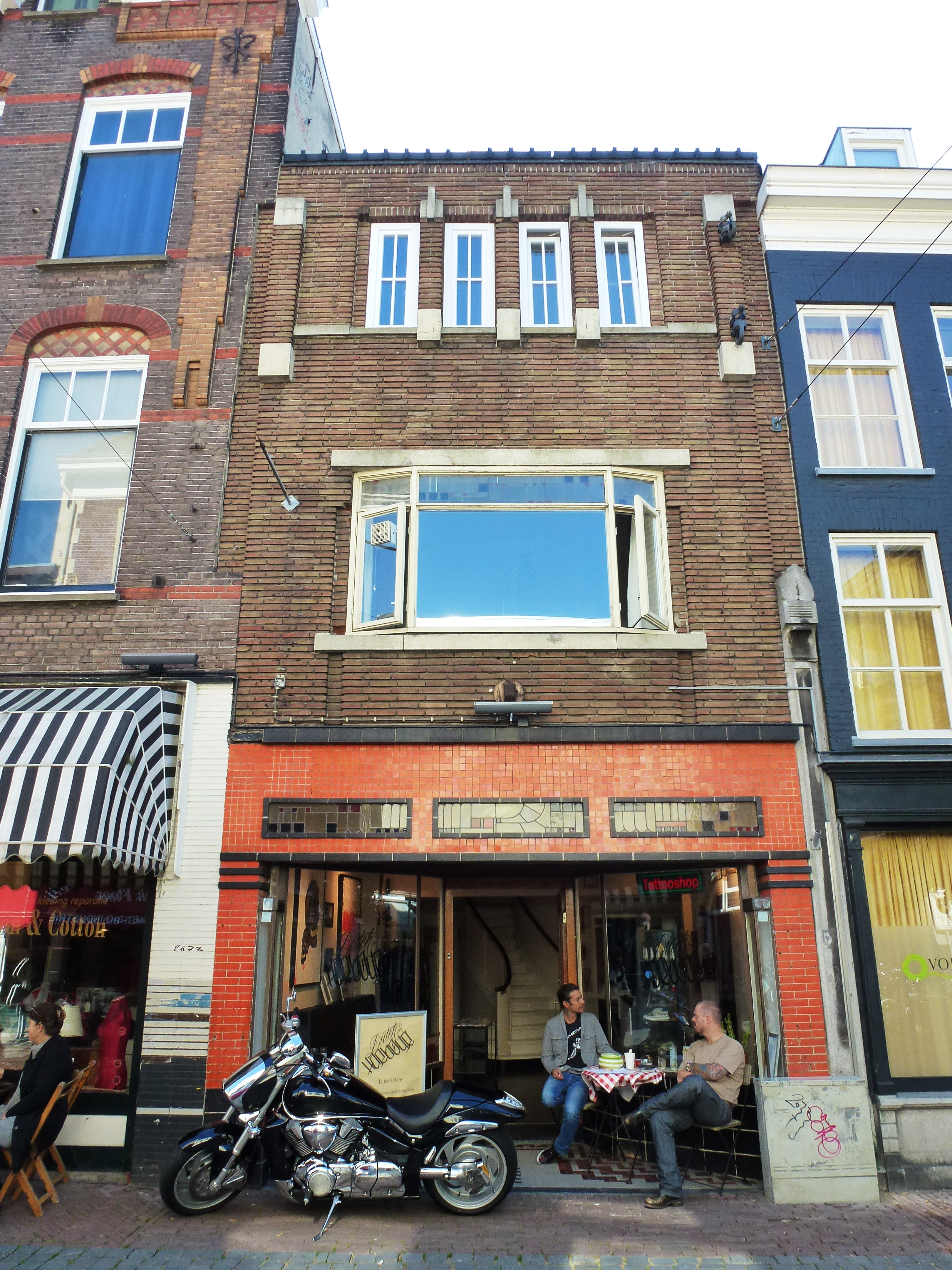
Nijmegen Lange Hezelstraat 91
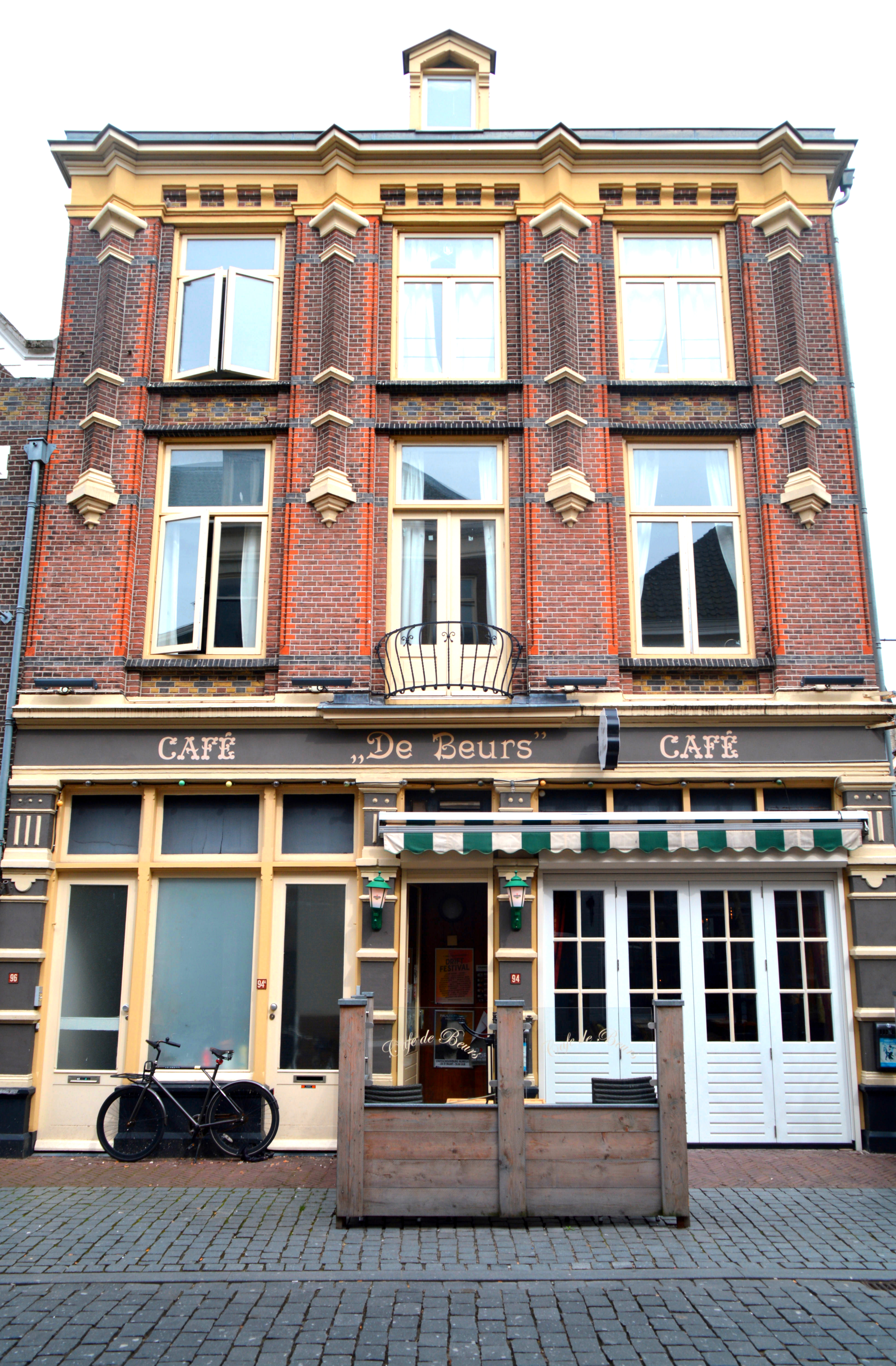
Hezelstraat 94-96 Origineel uit 1669